# 2000年シドニーオリンピックのマラウイ選手団
2000年シドニーオリンピックのマラウイ選手団（2000ねんシドニーオリンピックのマラウイせんしゅだん）は、2000年9月15日から10月1日にかけてオーストラリアのニューサウスウェールズ州シドニーで開催された2000年シドニーオリンピックのマラウイ選手団、およびその競技結果。

## 概要
マラウイはこのオリンピックの陸上競技に男女1人ずつ計2人の代表選手を参加させたが、メダルを獲得することはできなかった。

## 陸上競技
| 選手名                  | 種目        | 予選     | 予選 | 結果                   |
| 選手名                  | 種目        | 記録     | 順位 | 結果                   |
| ----------------------- | ----------- | -------- | ---- | ---------------------- |
| Francis Fanelo Munthali | 男子 1500 m | 03:46.34 |      | 予選第1組 13位にて敗退 |
| キャサリン・チクワクワ  | 女子 5000 m | 16:39.82 |      | 予選第3組 15位にて敗退 |